# Alexander Edler
Ulf Niklas Alexander Edler (Östersund, 21 aprile 1986) è un hockeista su ghiaccio svedese.

## Palmarès

### Olimpiadi invernali
- 1 medaglia:
  - 1 argento (Sochi 2014)

### Mondiali
- 2 medaglie:
  - 2 ori (Svezia/Finlandia 2013; Germania/Francia 2017)